# Pseudegnatius
Pseudegnatius is een geslacht van rechtvleugeligen uit de familie veldsprinkhanen (Acrididae). De wetenschappelijke naam van dit geslacht is voor het eerst geldig gepubliceerd in 1956 door Dirsh.

## Soorten
Het geslacht Pseudegnatius  is monotypisch en omvat slechts de volgende soort:
- Pseudegnatius reyneckei (Dirsh, 1956)